# Тера Санта, Агрикола (Кулијакан)
Тера Санта, Агрикола (шп. Terra Santa, Agrícola) насеље је у Мексику у савезној држави Синалоа у општини Кулијакан. Насеље се налази на надморској висини од 20 м.

## Становништво
Према подацима из 2010. године у насељу су живела 3 становника.

### Хронологија
| Година       | 2000            | 2005         | 2010 |
| ------------ | --------------- | ------------ | ---- |
| Становништво | 567 (306 / 261) | 42 (24 / 18) | 3    |

### Попис
| # | Индикатор                     | Вредност |
| - | ----------------------------- | -------- |
| 1 | Укупно домаћинстава           | 144      |
| 2 | Укупно насељених домаћинстава | 1        |
| 3 | Величина локације             | 1        |